# Fleury Loiret Handball
Fleury Loiret Handball – francuski klub piłki ręcznej kobiet, założony w 1974 w Fleury-les-Aubrais. Mistrz Francji w sezonie 2014/2015, zdobywca Pucharu Francji w sezonie 2013/2014, zwycięzca Pucharu Ligi Francuskiej w sezonach 2014/2015 i 2015/2016, uczestnik Ligi Mistrzyń w sezonie 2015/2016. Występuje w Division 1.
Na arenie międzynarodowej klub występował w Lidze Mistrzyń, Pucharze EHF, Challenge Cup i Pucharze Zdobywców Pucharów. Największy sukces osiągnął w sezonie 2014/2015, w którym dotarł do finału Pucharu Zdobywców Pucharów, przegrywając w nim 3 i 10 maja 2015 z duńskim FC Midtjylland (23:22; 19:24). Wysoko francuski zespół doszedł również w Challenge Cup w sezonie 2011/2012, w którym odpadł w półfinale po porażce 1 i 5 kwietnia 2012 z turecką Muratpaşą Belediyesi (30:29; 37:39). W Lidze Mistrzyń klub grał w sezonie 2015/2016 – w grupie B zajął 2. miejsce z bilansem dwóch zwycięstw, trzech remisów i jednej porażki. W kolejnej rundzie wygrał jednak tylko jedno spotkanie – 6 lutego 2016 pokonał na wyjeździe norweski Larvik HK (31:26) – i nie wywalczył awansu do ćwierćfinału. Najlepszymi strzelczyniami Fleury Loiret Handball w Lidze Mistrzyń w sezonie 2015/2016 były: Alexandrina Barbosa (68 goli) i Gnonsiane Niombla (66 goli).
W klubie występowały Polki: Karolina Zalewska (do 2008), Marta Gęga (2010–2011), Karolina Siódmiak (2012–2014) i Adrianna Płaczek (2017-2019).

## Sukcesy
Krajowe
- Mistrzostwa Francji:
  - 1. miejsce: 2014/2015

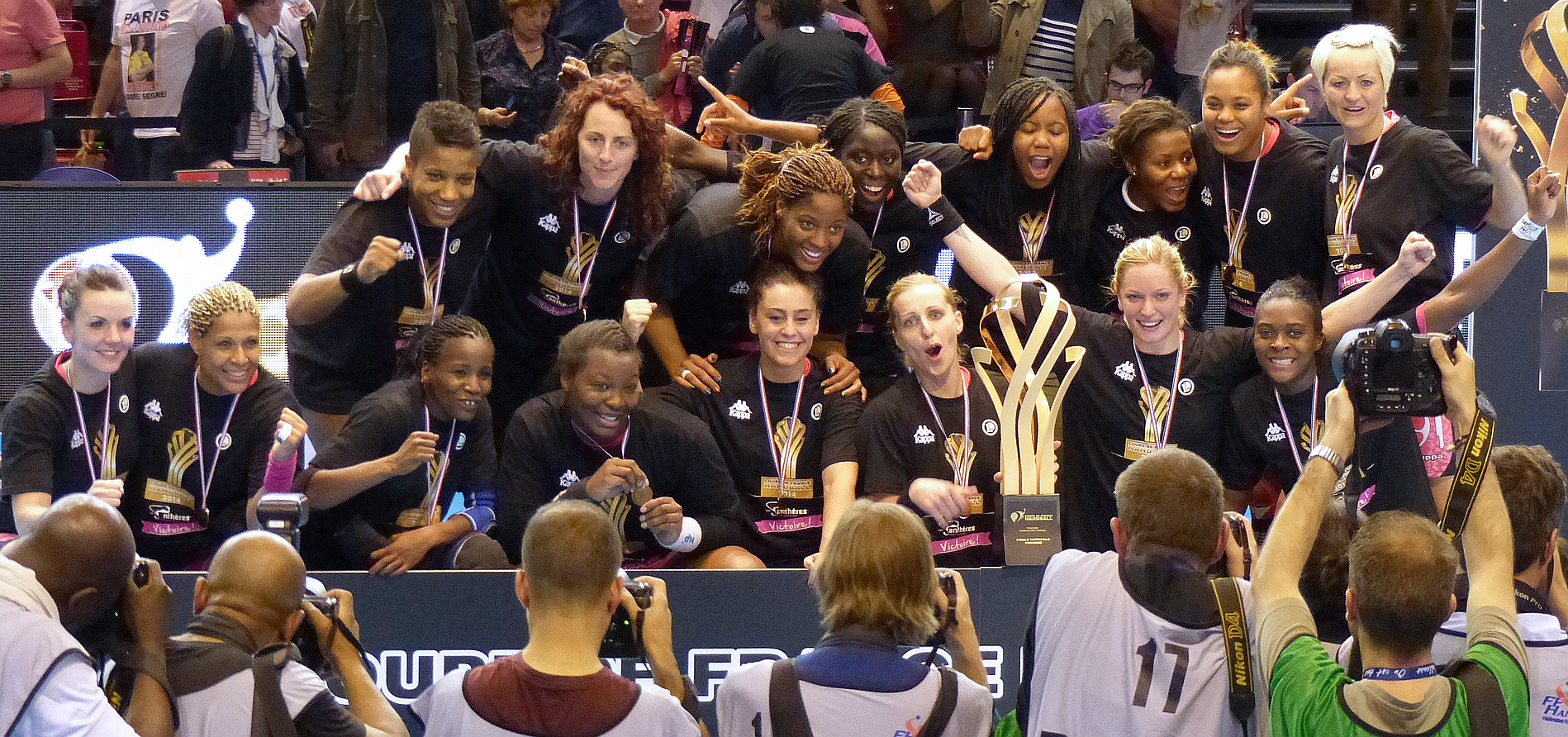
Fleury Loiret Handball – zdobywca Pucharu Francji w sezonie 2013/2014

  - 2. miejsce: 2012/2013, 2015/2016[1]
- Puchar Francji:
  - Zwycięstwo: 2013/2014[1]
- Puchar Ligi Francuskiej:
  - Zwycięstwo: 2014/2015, 2015/2016
  - Finalista: 2007/2008, 2013/2014[1]

Międzynarodowe
- Liga Mistrzyń:
  - Runda główna: 2015/2016[2]
- Challenge Cup:
  - 1/2 finału: 2011/2012[2]
- Puchar Zdobywców Pucharów:
  - Finalista: 2014/2015[2]

## Kadra w sezonie 2017/2018
Opracowano na podstawie materiału źródłowego.
| Bramkarki - 24. Adrianna Płaczek - 72. Cécilia Errin - 83. Jade Honsai Rozgrywające - 2. Bruna de Paula - 4. Aida Viloria Ponsarnau - 5. Amina Sankharé - 7. Adriana-Gabriela Craciun - 8. Mélissa Agathe - 10. Diankenba Nianh - 14. Fanta Keita - 18. Claire Scheid - 94. Carolline Dias Minto - 99. Aminata Diouraga | Skrzydłowe - 9. Paule Baudoin - 17. Anaïs Atila - 19. Manon Le Bihan - 23. Eyatne Rizo Gomez - 44. Raïssa Dapina Obrotowe - 11. Oriane Ondono - 22. Pauletta Foppa - 90. Laura Kamdop |